# Cattedrale di Narbona
L'ex cattedrale dei Santi Giusto e Pastore (in francese: Cathédrale Saint-Just-et-Saint-Pasteur de Narbonne) è il principale luogo di culto cattolico di Narbona, nel dipartimento dell'Aude. La chiesa è stata sede dell'arcivescovo di Narbona ed è monumento storico di Francia dal 1840.
La cattedrale si trova nel cuore dell'attuale città di Narbona, ma nel Medioevo era situata nelle mura della città. Questo posizionamento è dovuta a una lunga storia del sito come un luogo di culto. Nel 313, subito dopo l'editto di Costantino, una basilica fu eretta nello stesso punto dell'attuale cattedrale.

## Storia e descrizione

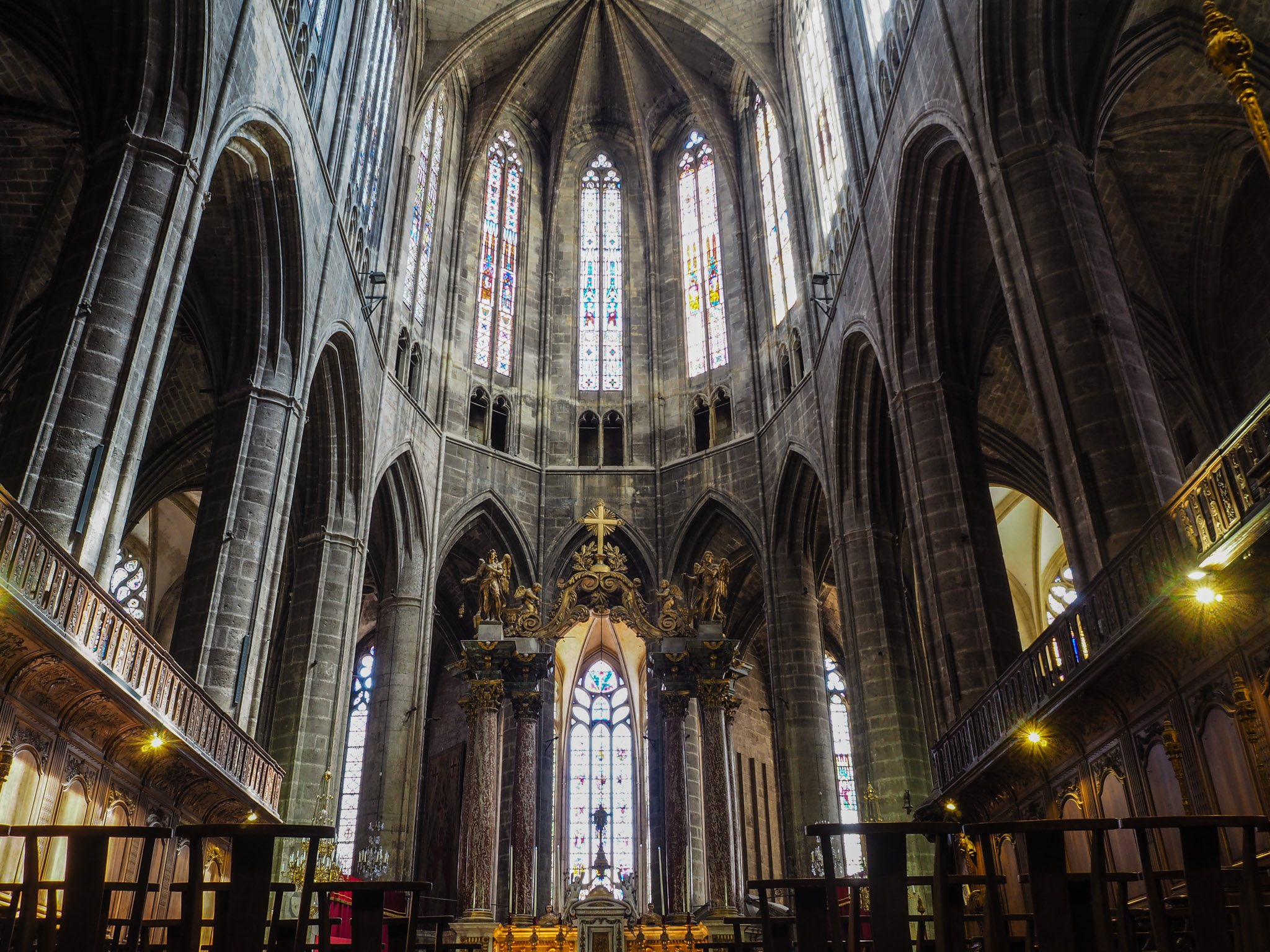
Veduta dell'interno.

Una cattedrale carolingia è stata eretta nel 890 dall'arcivescovo Teodardo di Narbona (m. 893). Il suo campanile, in gran parte restaurato, è visibile dal chiostro. Eppure, nonostante l'aiuto dato da tre papi, questa chiesa cadde in rovina.
L'idea di costruire una cattedrale gotica è stata una decisione politica fatta nel 1268 da papa Clemente IV, l'ex arcivescovo di Narbona. Decise che sarebbe stato un monumento realizzato nel magnifico stile del Regno di Francia. La costruzione della nuova cattedrale avrebbe dovuto iniziare nel 1264, ma in realtà non inizia fino al 1272. La prima pietra della cattedrale attuale fu posta dal vescovo Maurin il 13 aprile 1272.
Il coro fu terminato nel 1332, ma il resto dell'edificio non è mai stato completato, a causa degli improvvisi cambiamenti della situazione economica di Narbona, delle sue dimensioni inusuali e della posizione geografica (per completarla bisognava demolire le mura della città) il cantiere fu arrestato nel 1354.
Tuttavia le volte del coro raggiungono la straordinaria altezza di ben 41 metri, che pongono la chiesa al 15º posto fra le più alte del mondo.
La chiesa conserva una serie di arazzi d'Aubusson e di Gobelins del XVII-XIX secolo, oltre all'altar maggiore disegnato da Jules Hardouin Mansart nel 1694.